# L'Extravagant Voyage du jeune et prodigieux T. S. Spivet
L'Extravagant Voyage du jeune et prodigieux T. S. Spivet (tj. Extravagantní cesta mladého a úžasného T. S. Spiveta), v mezinárodní distribuci The Young and Prodigious T. S. Spivet je francouzsko-kanadský dobrodružný film z roku 2013, který napsal, produkoval a režíroval Jean-Pierre Jeunet. Jedná se o adaptaci stejnojmenného amerického románu, který v roce 2009 vydal Reif Larsen. Líčí cestu desetiletého geniálního vynálezce, který opustí svou rodnou Montanu, aby odcestoval do Washingtonu DC, aby tam převzal významnou vědeckou cenu, kterou právě vyhrál. Film měl premiéru na Mezinárodním filmovém festivalu v San Sebastianu 2013.

## Děj
T.S. Spivet je nadaný chlapec, který žije v Montaně. Jeho otec je kovboj, extrémně mlčenlivý. Jeho matka je entomoložka s vášní pro kobylky a brouky. Jeho sestra Gracie s ním uprostřed krize dospívání velmi špatně vychází a myslí jen na soutěže krásy. T.S. a Gracie měli bratra, Laytona, který měl velmi rád zbraně, ale před časem Layton zemřel. Omylem se zastřelil puškou, když si hrál s T.S. ve stodole na farmě. Od té doby se zdá, že je rodina v naprostém rozkladu. Oba rodiče spolu velmi špatně vycházejí, otec T.S. ho skoro ignoruje, vždy dával přednost Laytonovi a T.S. má za společníka pouze pasteveckého psa z farmy.
Jednoho dne obdrží T.S. telefonát ze Smithsonian American Art Museum ve Washingtonu, kde ho informují, že vyhrál cenu za vynález perpetua mobile. Aniž by to komukoli řekl, rozhodne se sám přejet Spojené státy v nákladním vlaku mířícím do hlavního města pouze s dalekohledem, čtyřmi kompasy a deníkem své matky. Porota, která ocenění uděluje, neví, že je mu teprve deset let.
T.S. musí čelit nebezpečím cesty sám, vyhýbat se policii a dalším bezpečnostním strážcům, kteří ho, protože je hlášen jeho útěk, hledají. Když dorazí do Washingtonu, podporuje ho podsekretářka, která mu zatelefonovala, paní Jibsenová, které lže a tvrdí, že je sirotek. T.S. má fenomenální úspěch na shromáždění vědců při předávání cen. Od té doby se paní Jibsenová snaží na chlapci zbohatnout a udělat z něj celebritu. Ale během televizní reality show pro něj přijede matka, která slyšela synův projev v televizi, během předávání ceny den předtím. Rodiče se usmíří se svým synem a všichni se vrátí do Montany, kde bude T.S. nyní žít šťastněji, protože všichni dokázali překonat svůj smutek.

## Obsazení
| Kyle Catlett            | Tecumseh Sansonnet Spivet, řečený T. S. Spivet  |
| Helena Bonham Carterová | Dr. Clair Spivet, jeho matka                    |
| Niamh Wilson            | Gracie Spivet, jeho sestra                      |
| Judy Davisová           | paní Jibsenová, podsekretářka muzea Smithsonian |
| Callum Keith Rennie     | Tecumseh Elijah Spivet, otec                    |
| Julian Richings         | Ricky                                           |
| Dominique Pinon         | klaun                                           |
| Jakob Davies            | Layton Spivet, bratr dvojče                     |
| Rick Mercer             | Roy                                             |
| Richard Jutras          | pan Stenpock                                    |
| Harry Standjofski       | policista                                       |
| Dawn Ford               | servírka Marge                                  |
| Susan Glover            | sekretářka                                      |
| Leni Parker             | Dr. Ferrano                                     |
| Amber Goldfarb          | recepční                                        |
| Lisa Bronwyn Moore      | zdravotní sestra Judy                           |
| Pauline Little          | maskérka                                        |
| Robert Maillet          | hobo                                            |

## Ocenění
- Prix Lumières: Cena CTIS (Thomas Hardmeier)
- César: nejlepší kamera (Thomas Hardmeier); nominace v kategoriích nejlepší výprava (Aline Bonetto) a nejlepší kostýmy (Madeline Fontaine)
- World Soundtrack Awards: nominace na objev roku (Denis Sanacore)